# Заселок (Псковська область)
Заселок (рос. Заселок) — присілок в Усвятському районі Псковської області Російської Федерації.
Населення становить 2 особи. Входить до складу муніципального утворення Усвятська волость.

## Історія
Від 2015 року входить до складу муніципального утворення Усвятська волость.

## Населення
| 2001 | 2002 | 2010 |
| ---- | ---- | ---- |
| 4    | ↘3   | ↘2   |